# Euploea decia
Euploea decia är en fjärilsart som beskrevs av Hans Fruhstorfer 1910. Euploea decia ingår i släktet Euploea och familjen praktfjärilar. Inga underarter finns listade i Catalogue of Life.